# Pterostylis
Pterostylis – rodzaj roślin z rodziny storczykowatych (Orchidaceae). Obejmuje ponad 290 gatunków oraz 6 hybryd występujących w Azji Południowo-Wschodniej, Australii i Oceanii w takich krajach i regionach jak: Wyspy Chatham, Małe Wyspy Sundajskie, Moluki, Nowa Kaledonia, Nowa Gwinea, Nowa Zelandia, Norfolk, Wyspy Salomona oraz w stanach Tasmania, Nowa Południowa Walia, Queensland, Australia Południowa, Wiktoria, Australia Zachodnia.

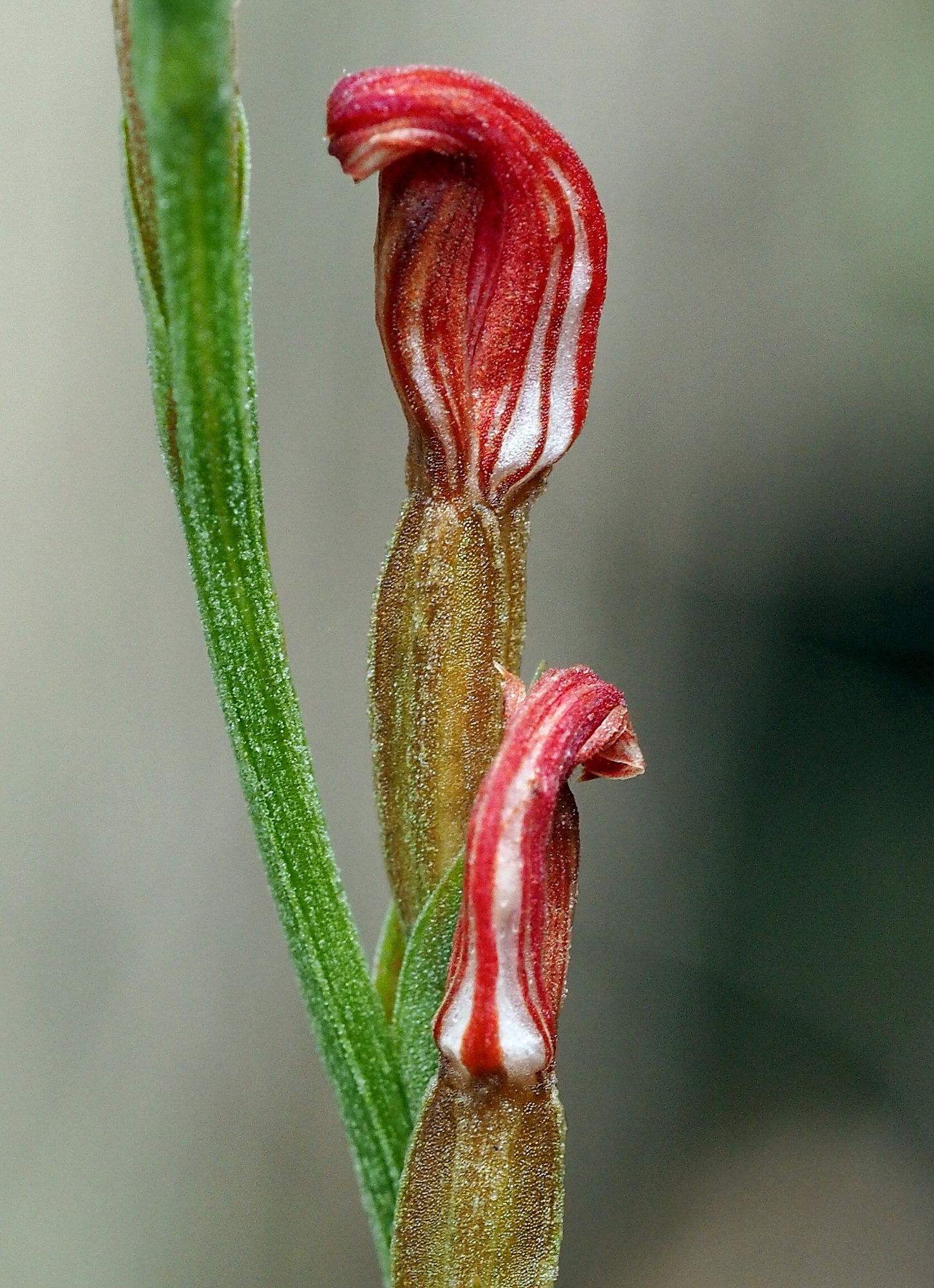
Pterostylis amabilis

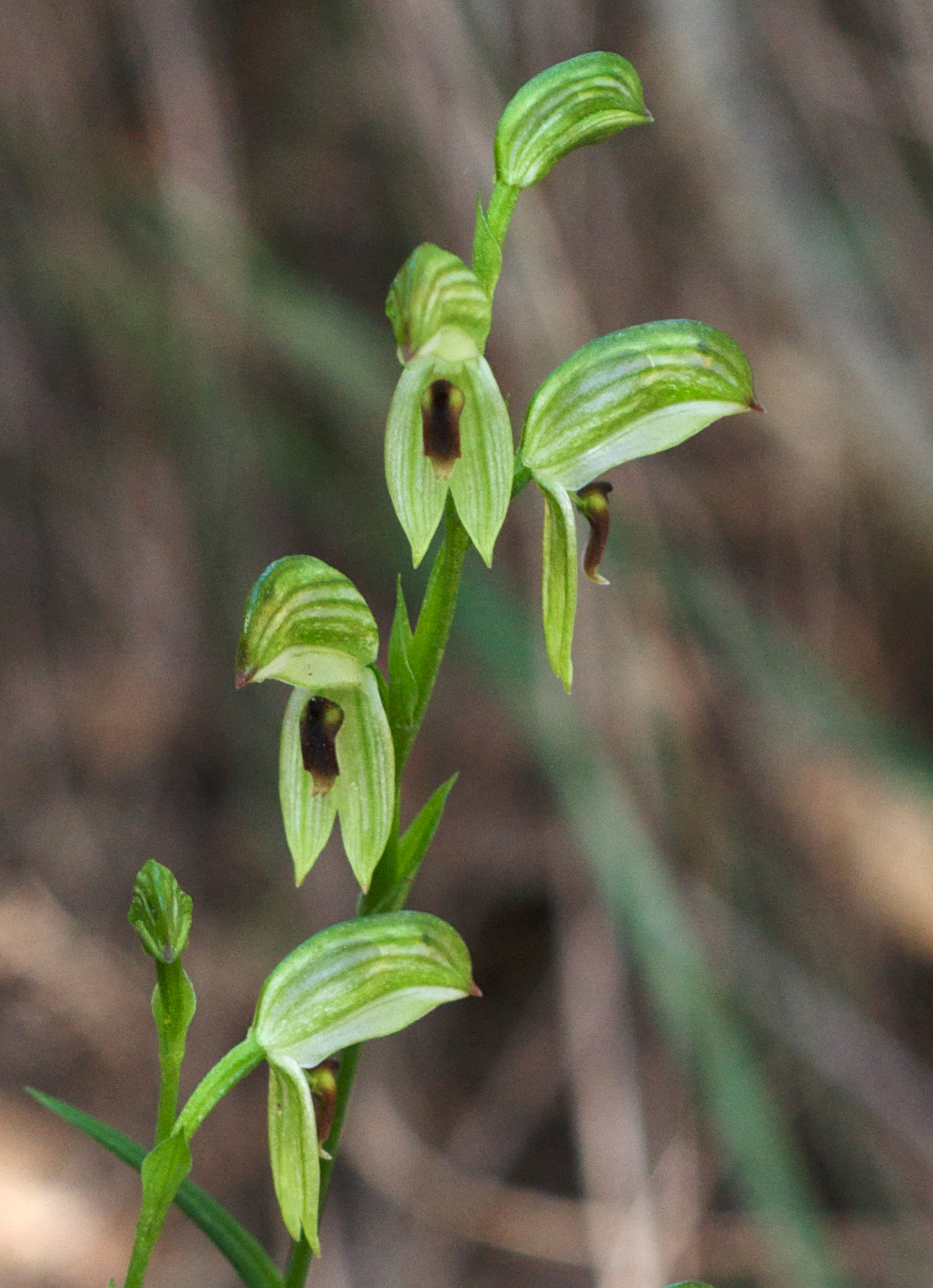
Pterostylis chocolatina

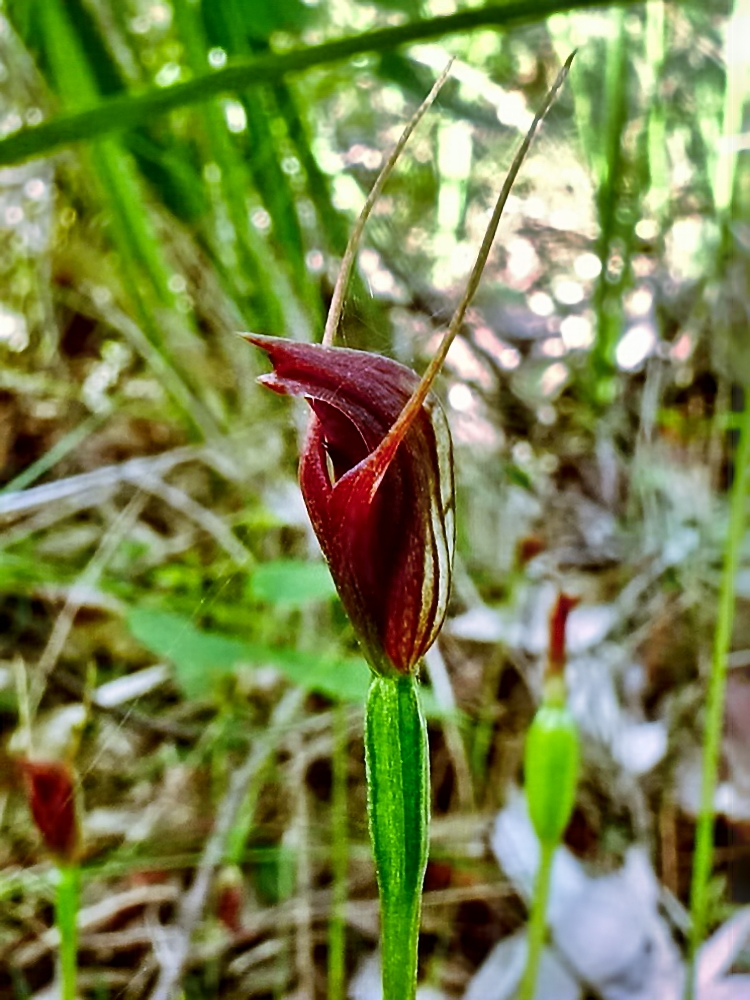
Pterostylis erecta

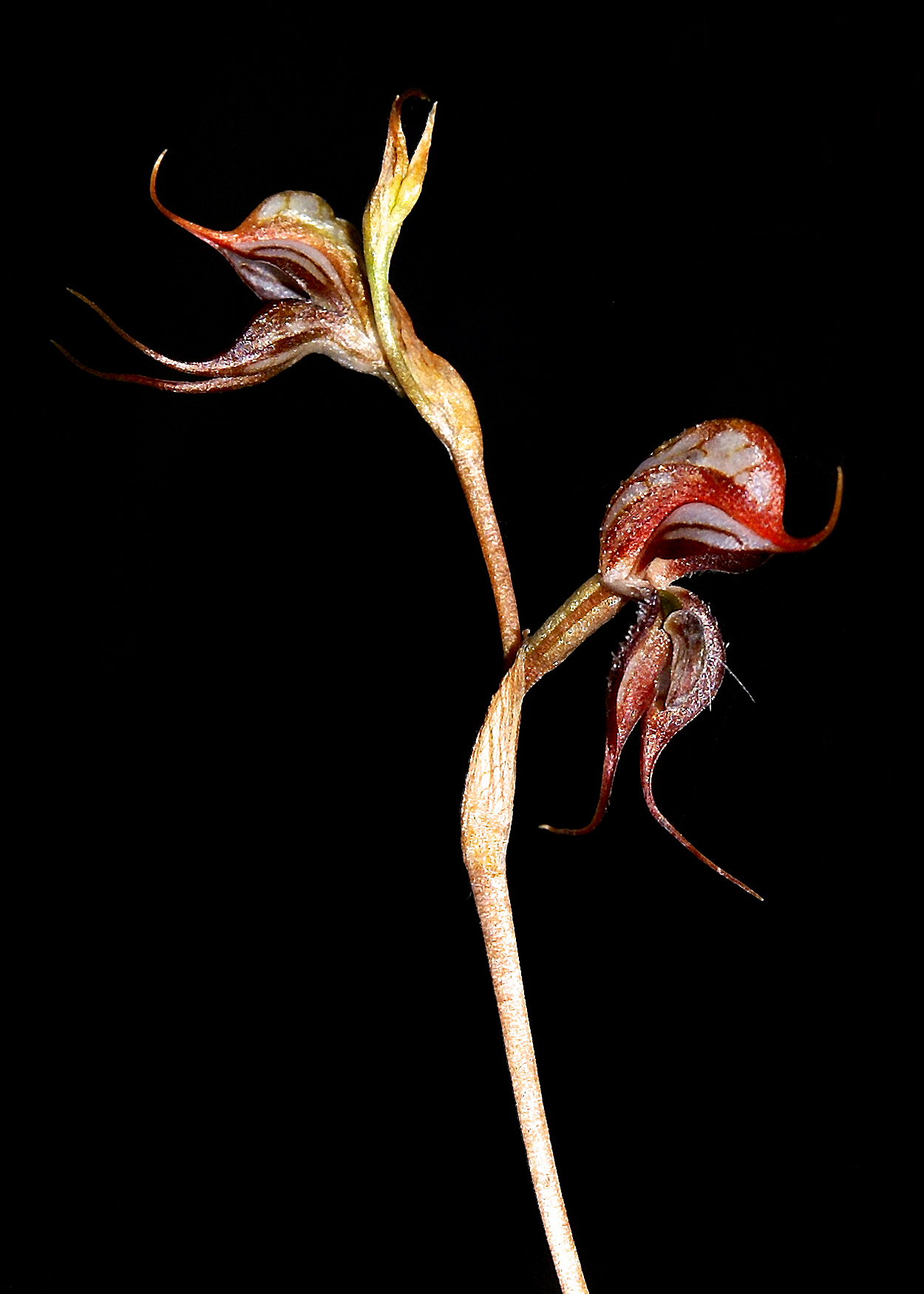
Pterostylis mirabilis

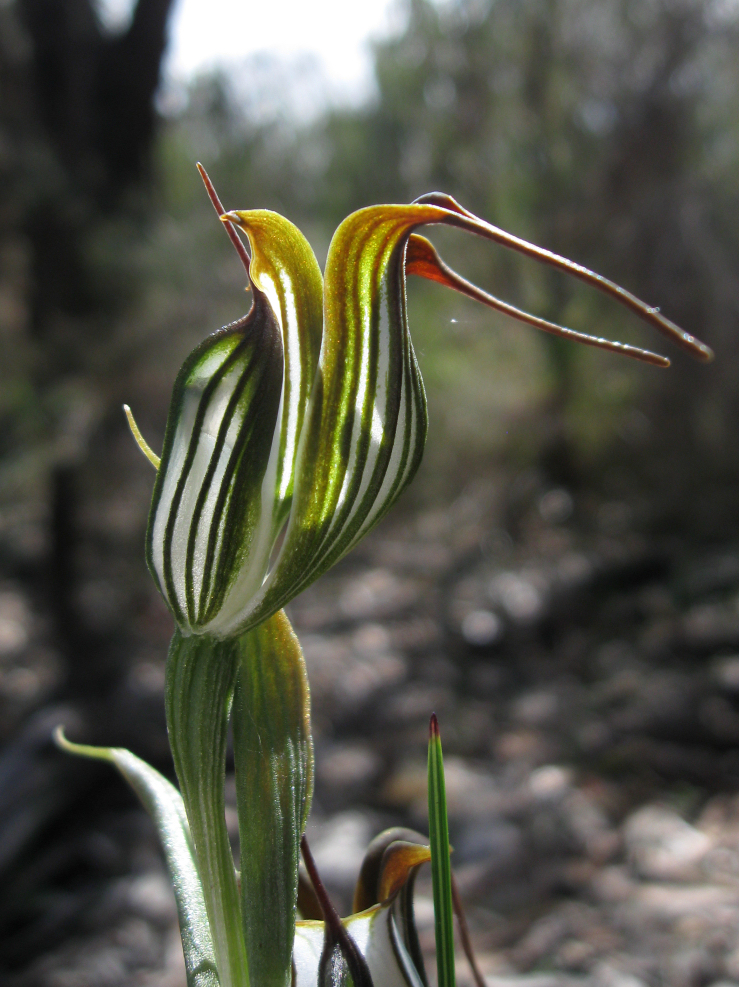
Pterostylis recurva

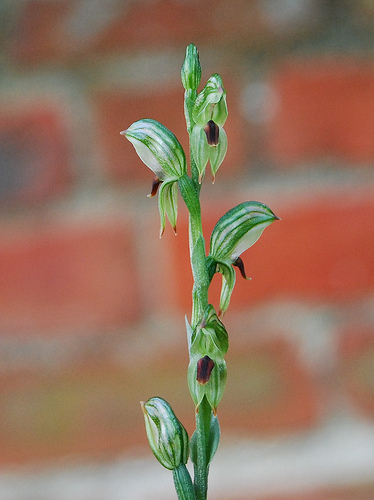
Pterostylis williamsonii

## Systematyka
Rodzaj sklasyfikowany do podplemienia Pterostylidinae w plemieniu Cranichideae, podrodzina storczykowe (Orchidoideae), rodzina storczykowate (Orchidaceae), rząd szparagowce (Asparagales) w obrębie roślin jednoliściennych.
Wykaz gatunków
- Pterostylis abrupta D.L.Jones
- Pterostylis aciculiformis (Nicholls) M.A.Clem. & D.L.Jones
- Pterostylis actites (D.L.Jones & C.J.French) D.L.Jones & C.J.French
- Pterostylis acuminata R.Br.
- Pterostylis aestiva D.L.Jones
- Pterostylis agathicola D.L.Jones, Molloy & M.A.Clem.
- Pterostylis agrestis (D.L.Jones) G.N.Backh.
- Pterostylis alata (Labill.) Rchb.f.
- Pterostylis allantoidea R.S.Rogers
- Pterostylis alobula (Hatch) L.B.Moore
- Pterostylis alpina R.S.Rogers
- Pterostylis alveata Garnet
- Pterostylis amabilis (D.L.Jones & L.M.Copel.) D.L.Jones
- Pterostylis ampliata (D.L.Jones) D.L.Jones
- Pterostylis anaclasta (D.L.Jones) Janes & Duretto
- Pterostylis anatona D.L.Jones
- Pterostylis aneba D.L.Jones
- Pterostylis angulata (D.L.Jones & C.J.French) D.L.Jones & C.J.French
- Pterostylis angusta A.S.George
- Pterostylis antennifera (D.L.Jones) D.L.Jones
- Pterostylis aphylla Lindl.
- Pterostylis aquilonia D.L.Jones & B.Gray
- Pterostylis arbuscula (D.L.Jones & C.J.French) D.L.Jones & C.J.French
- Pterostylis arenicola M.A.Clem. & J.Stewart
- Pterostylis areolata Petrie
- Pterostylis aspera D.L.Jones & M.A.Clem.
- Pterostylis atrans D.L.Jones
- Pterostylis atriola D.L.Jones
- Pterostylis atrosanguinea (D.L.Jones & C.J.French) D.L.Jones & C.J.French
- Pterostylis auriculata Colenso
- Pterostylis australis Hook.f.
- Pterostylis banksii R.Br. ex A.Cunn.
- Pterostylis baptistii Fitzg.
- Pterostylis barbata Lindl.
- Pterostylis barringtonensis (D.L.Jones) G.N.Backh.
- Pterostylis basaltica D.L.Jones & M.A.Clem.
- Pterostylis bicolor M.A.Clem. & D.L.Jones
- Pterostylis bicornis D.L.Jones & M.A.Clem.
- Pterostylis biseta Blackmore & Clemesha
- Pterostylis boormanii Rupp
- Pterostylis borealis (D.L.Jones) D.L.Jones
- Pterostylis bracteatus (D.L.Jones & R.J.Bates) J.M.H.Shaw
- Pterostylis brevichila D.L.Jones & C.J.French
- Pterostylis brevisepala (D.L.Jones & C.J.French) D.L.Jones & C.J.French
- Pterostylis brinsleyi (D.L.Jones) J.M.H.Shaw
- Pterostylis brumalis L.B.Moore
- Pterostylis brunneola D.L.Jones & C.J.French
- Pterostylis bryophila D.L.Jones
- Pterostylis bureaviana Schltr.
- Pterostylis calceolus M.A.Clem.
- Pterostylis caligna M.T.Mathieson
- Pterostylis cardiostigma D.Cooper
- Pterostylis caulescens L.O.Williams
- Pterostylis cernua D.L.Jones, Molloy & M.A.Clem.
- Pterostylis chaetophora M.A.Clem. & D.L.Jones
- Pterostylis cheraphila D.L.Jones & M.A.Clem.
- Pterostylis chlorogramma D.L.Jones & M.A.Clem.
- Pterostylis chocolatina (D.L.Jones) G.N.Backh.
- Pterostylis ciliata M.A.Clem. & D.L.Jones
- Pterostylis clavigera Fitzg.
- Pterostylis clivicola (D.L.Jones) G.N.Backh.
- Pterostylis clivosa (D.L.Jones) D.L.Jones
- Pterostylis cobarensis M.A.Clem.
- Pterostylis coccina Fitzg.
- Pterostylis collina (Rupp) M.A.Clem. & D.L.Jones
- Pterostylis commutata D.L.Jones
- Pterostylis concava D.L.Jones & M.A.Clem.
- Pterostylis concinna R.Br.
- Pterostylis conferta (D.L.Jones) G.N.Backh.
- Pterostylis corpulenta (D.L.Jones) D.L.Jones
- Pterostylis crassa (D.L.Jones) G.N.Backh.
- Pterostylis crassicaulis (D.L.Jones & M.A.Clem.) G.N.Backh.
- Pterostylis crassichila D.L.Jones
- Pterostylis crebra (D.L.Jones) D.L.Jones
- Pterostylis crebriflora (D.L.Jones & C.J.French) D.L.Jones & C.J.French
- Pterostylis crispula (D.L.Jones & C.J.French) D.L.Jones & C.J.French
- Pterostylis cucullata R.Br.
- Pterostylis curta R.Br.
- Pterostylis cycnocephala Fitzg.
- Pterostylis daintreana F.Muell. ex Benth.
- Pterostylis decurva R.S.Rogers
- Pterostylis depauperata F.M.Bailey
- Pterostylis despectans (Nicholls) M.A.Clem. & D.L.Jones
- Pterostylis dilatata A.S.George
- Pterostylis diminuta (D.L.Jones) G.N.Backh.
- Pterostylis divaricata (D.L.Jones & L.M.Copel.) L.M.Copel. & D.L.Jones
- Pterostylis diversiflora (R.J.Bates) J.M.H.Shaw
- Pterostylis dolichochila D.L.Jones & M.A.Clem.
- Pterostylis dubia R.Br.
- Pterostylis echinulata D.L.Jones & C.J.French
- Pterostylis ectypha (D.L.Jones & C.J.French) D.L.Jones & C.J.French
- Pterostylis elegans D.L.Jones
- Pterostylis elegantissima (D.L.Jones & C.J.French) D.L.Jones
- Pterostylis erecta T.E.Hunt
- Pterostylis eremaea (D.L.Jones & C.J.French) D.L.Jones & C.J.French
- Pterostylis erubescens D.L.Jones & C.J.French
- Pterostylis erythroconcha M.A.Clem. & D.L.Jones
- Pterostylis exalla (D.L.Jones) G.N.Backh.
- Pterostylis excelsa M.A.Clem.
- Pterostylis exquisita (D.L.Jones) D.L.Jones
- Pterostylis exserta (D.L.Jones & C.J.French) D.L.Jones
- Pterostylis extensa (D.L.Jones) D.L.Jones
- Pterostylis extranea (D.L.Jones) Janes & Duretto
- Pterostylis faceta (D.L.Jones, C.J.French & M.A.Clem.) D.L.Jones & C.J.French
- Pterostylis falcata R.S.Rogers
- Pterostylis ferruginea (D.L.Jones) G.N.Backh.
- Pterostylis fischii Nicholls
- Pterostylis flavovirens (D.L.Jones) R.J.Bates
- Pterostylis foliacea (D.L.Jones) D.L.Jones
- Pterostylis foliata Hook.f.
- Pterostylis frenchii (D.L.Jones) A.P.Br.
- Pterostylis fuliginosa (D.L.Jones & C.J.French) D.L.Jones & C.J.French
- Pterostylis furcata Lindl.
- Pterostylis furva (D.L.Jones) D.L.Jones
- Pterostylis galgula (D.L.Jones & C.J.French) D.L.Jones & C.J.French
- Pterostylis gibbosa R.Br.
- Pterostylis glebosa D.L.Jones & C.J.French
- Pterostylis glyphida (D.L.Jones) G.N.Backh.
- Pterostylis gracilis Nicholls
- Pterostylis gracillima (D.L.Jones & C.J.French) D.L.Jones & C.J.French
- Pterostylis graminea Hook.f.
- Pterostylis grandiflora R.Br.
- Pterostylis grossa (D.L.Jones & C.J.French) D.L.Jones & C.J.French
- Pterostylis hadra (D.L.Jones & C.J.French) D.L.Jones
- Pterostylis hamata Blackmore & Clemesha
- Pterostylis hamiltonii Nicholls
- Pterostylis heberlei (D.L.Jones & C.J.French) D.L.Jones & C.J.French
- Pterostylis hians D.L.Jones
- Pterostylis hildae Nicholls
- Pterostylis hispidula Fitzg.
- Pterostylis humilis R.S.Rogers
- Pterostylis incognita (D.L.Jones) G.N.Backh.
- Pterostylis insectifera M.A.Clem.
- Pterostylis irsoniana Hatch
- Pterostylis irwinii D.L.Jones, Molloy & M.A.Clem.
- Pterostylis jacksonii D.L.Jones & C.J.French
- Pterostylis jeanesii Reiter, Kosky & M.A.Clem.
- Pterostylis jonesii G.N.Backh.
- Pterostylis karri D.L.Jones & C.J.French
- Pterostylis laxa Blackmore
- Pterostylis lepida (D.L.Jones) G.N.Backh.
- Pterostylis leptochila M.A.Clem. & D.L.Jones
- Pterostylis limbatus (D.L.Jones & R.J.Bates) J.M.H.Shaw
- Pterostylis lineata (D.L.Jones) G.N.Backh.
- Pterostylis lingua M.A.Clem.
- Pterostylis littoralis (D.L.Jones) R.J.Bates
- Pterostylis loganii (D.L.Jones) G.N.Backh.
- Pterostylis longicornis (D.L.Jones & C.J.French) D.L.Jones & C.J.French
- Pterostylis longicurva Rupp
- Pterostylis longifolia R.Br.
- Pterostylis longipetala Rupp
- Pterostylis lortensis D.L.Jones & C.J.French
- Pterostylis lustra D.L.Jones
- Pterostylis macilenta (D.L.Jones) G.N.Backh.
- Pterostylis macrocalymma M.A.Clem. & D.L.Jones
- Pterostylis macrosceles (D.L.Jones & C.J.French) D.L.Jones
- Pterostylis macrosepala (D.L.Jones) G.N.Backh.
- Pterostylis major (D.L.Jones) G.N.Backh.
- Pterostylis maxima M.A.Clem. & D.L.Jones
- Pterostylis melagramma D.L.Jones
- Pterostylis meridionalis (D.L.Jones & C.J.French) D.L.Jones & C.J.French
- Pterostylis metcalfei D.L.Jones
- Pterostylis microglossa D.L.Jones & C.J.French
- Pterostylis micromega Hook.f.
- Pterostylis microphylla D.L.Jones & C.J.French
- Pterostylis mirabilis (D.L.Jones) R.J.Bates
- Pterostylis mitchellii Lindl.
- Pterostylis montana Hatch
- Pterostylis monticola D.L.Jones
- Pterostylis multiflora (D.L.Jones) G.N.Backh.
- Pterostylis multisignata (D.L.Jones) D.L.Jones
- Pterostylis mutica R.Br.
- Pterostylis mystacina (D.L.Jones) Janes & Duretto
- Pterostylis nana R.Br.
- Pterostylis nichollsiana (D.L.Jones) D.L.Jones
- Pterostylis nigricans D.L.Jones & M.A.Clem.
- Pterostylis nutans R.Br.
- Pterostylis oblonga D.L.Jones
- Pterostylis obtusa R.Br.
- Pterostylis oliveri Petrie
- Pterostylis ophioglossa R.Br.
- Pterostylis orbiculata (D.L.Jones & C.J.French) D.L.Jones & C.J.French
- Pterostylis oreophila Clemesha
- Pterostylis ovata M.A.Clem.
- Pterostylis paludosa D.L.Jones, Molloy & M.A.Clem.
- Pterostylis papuana Rolfe
- Pterostylis parca (D.L.Jones) G.N.Backh.
- Pterostylis parva D.L.Jones & C.J.French
- Pterostylis parviflora R.Br.
- Pterostylis patens Colenso
- Pterostylis peakalliana Reiter, Kosky & M.A.Clem.
- Pterostylis pearsonii (D.L.Jones) Janes & Duretto
- Pterostylis pedina (D.L.Jones) Janes & Duretto
- Pterostylis pedoglossa Fitzg.
- Pterostylis pedunculata R.Br.
- Pterostylis perculta (D.L.Jones & C.J.French) D.L.Jones
- Pterostylis petiolata (D.L.Jones) D.L.Jones
- Pterostylis petrosa D.L.Jones & M.A.Clem.
- Pterostylis picta M.A.Clem.
- Pterostylis planulata D.L.Jones & M.A.Clem.
- Pterostylis platypetala D.L.Jones & C.J.French
- Pterostylis plumosa Cady
- Pterostylis porrecta D.L.Jones, Molloy & M.A.Clem.
- Pterostylis praetermissa M.A.Clem. & D.L.Jones
- Pterostylis prasina (D.L.Jones) G.N.Backh.
- Pterostylis pratensis D.L.Jones
- Pterostylis precatoria (D.L.Jones, C.J.French & M.A.Clem.) D.L.Jones & C.J.French
- Pterostylis procera D.L.Jones & M.A.Clem.
- Pterostylis psammophilus (D.L.Jones) R.J.Bates
- Pterostylis puberula Hook.f.
- Pterostylis pulchella Messmer
- Pterostylis pusilla R.S.Rogers
- Pterostylis pyramidalis Lindl.
- Pterostylis readii (D.L.Jones & L.M.Copel.) D.L.Jones
- Pterostylis recurva Benth.
- Pterostylis reflexa R.Br.
- Pterostylis repanda (M.A.Clem. & D.L.Jones) J.M.H.Shaw
- Pterostylis revoluta R.Br.
- Pterostylis riparia D.L.Jones
- Pterostylis robusta R.S.Rogers
- Pterostylis roensis M.A.Clem. & D.L.Jones
- Pterostylis rogersii E.Coleman
- Pterostylis rubenachii D.L.Jones
- Pterostylis rubescens (D.L.Jones) G.N.Backh.
- Pterostylis rubiginosa (D.L.Jones & L.M.Copel.) L.M.Copel. & D.L.Jones
- Pterostylis rufa R.Br.
- Pterostylis russellii T.E.Hunt
- Pterostylis sanguinea D.L.Jones & M.A.Clem.
- Pterostylis sargentii C.R.P.Andrews
- Pterostylis saxicola D.L.Jones & M.A.Clem.
- Pterostylis saxosa (D.L.Jones & C.J.French) D.L.Jones & C.J.French
- Pterostylis saxum (D.L.Jones & C.J.French) D.L.Jones & C.J.French
- Pterostylis scabra Lindl.
- Pterostylis scabrella (D.L.Jones & C.J.French) D.L.Jones & C.J.French
- Pterostylis scabrida Lindl.
- Pterostylis scapula (D.L.Jones) D.L.Jones
- Pterostylis scitula D.L.Jones & C.J.French
- Pterostylis scoliosa D.L.Jones
- Pterostylis serotina (D.L.Jones, C.J.French & M.A.Clem.) D.L.Jones & C.J.French
- Pterostylis setifera M.A.Clem., Matthias & D.L.Jones
- Pterostylis setulosa (D.L.Jones & C.J.French) D.L.Jones & C.J.French
- Pterostylis sigmoidea (D.L.Jones & C.J.French) D.L.Jones & C.J.French
- Pterostylis silvicultrix (F.Muell.) D.L.Jones & M.A.Clem.
- Pterostylis simulans R.J.Bates
- Pterostylis sinuata (D.L.Jones) Janes & Duretto
- Pterostylis smaragdyna D.L.Jones & M.A.Clem.
- Pterostylis spatalium J.M.H.Shaw
- Pterostylis spathulata M.A.Clem.
- Pterostylis spissa (D.L.Jones) G.N.Backh.
- Pterostylis splendens D.L.Jones & M.A.Clem.
- Pterostylis squamata R.Br.
- Pterostylis stenochila D.L.Jones
- Pterostylis stenosepala (D.L.Jones) G.N.Backh.
- Pterostylis straminea (D.L.Jones) D.L.Jones
- Pterostylis stricta Clemesha & B.Gray
- Pterostylis subtilis D.L.Jones
- Pterostylis tanypoda D.L.Jones, Molloy & M.A.Clem.
- Pterostylis tasmanica D.L.Jones
- Pterostylis taurus M.A.Clem. & D.L.Jones
- Pterostylis telmata D.L.Jones & C.J.French
- Pterostylis tenuicauda Kraenzl.
- Pterostylis tenuis (D.L.Jones) G.N.Backh.
- Pterostylis tenuissima Nicholls
- Pterostylis terminalis (D.L.Jones & R.J.Bates) J.M.H.Shaw
- Pterostylis thulia (D.L.Jones) Janes & Duretto
- Pterostylis timorensis Schuit. & J.J.Verm.
- Pterostylis timothyi (D.L.Jones) Janes & Duretto
- Pterostylis torquata D.L.Jones
- Pterostylis tristis Colenso
- Pterostylis trullifolia Hook.f.
- Pterostylis truncata Fitzg.
- Pterostylis tryphera (D.L.Jones & C.J.French) D.L.Jones & C.J.French
- Pterostylis tunstallii D.L.Jones & M.A.Clem.
- Pterostylis turfosa Endl.
- Pterostylis tylosa (D.L.Jones & C.J.French) D.L.Jones & C.J.French
- Pterostylis uliginosa D.L.Jones
- Pterostylis umbrina (D.L.Jones) G.N.Backh.
- Pterostylis unicornis (D.L.Jones) D.L.Jones
- Pterostylis valida (Nicholls) D.L.Jones
- Pterostylis venosa Colenso
- Pterostylis ventricosa (D.L.Jones) G.N.Backh.
- Pterostylis venusta (D.L.Jones) D.L.Jones
- Pterostylis vernalis (D.L.Jones) G.N.Backh.
- Pterostylis vescula (D.L.Jones) D.L.Jones
- Pterostylis virens (D.L.Jones & C.J.French) D.L.Jones & C.J.French
- Pterostylis viriosa (D.L.Jones) R.J.Bates
- Pterostylis vitrea (D.L.Jones) Bostock
- Pterostylis vittata Lindl.
- Pterostylis voigtii D.L.Jones & C.J.French
- Pterostylis wapstrarum D.L.Jones
- Pterostylis williamsonii D.L.Jones
- Pterostylis woollsii Fitzg.
- Pterostylis xerampelina (D.L.Jones & C.J.French) D.L.Jones & C.J.French
- Pterostylis xerophila M.A.Clem.
- Pterostylis zebrina (D.L.Jones & C.J.French) D.L.Jones
- Pterostylis ziegeleri D.L.Jones

Wykaz hybryd
- Pterostylis × aenigma D.L.Jones & M.A.Clem.
- Pterostylis × conoglossa Upton
- Pterostylis × furcillata Rupp
- Pterostylis × ingens (Rupp) D.L.Jones
- Pterostylis × ralphcranei D.L.Jones & M.A.Clem.
- Pterostylis × toveyana Ewart & Sharman